# Simca Poissy-Motor
Der Simca Poissy-Motor, allgemein bekannt als Simca 1100-Motor, war ein wassergekühlter Vierzylinder-OHV-Motor mit zwei Ventilen pro Zylinder, der von Simca für den Einsatz in seinen Klein- und Kompaktwagen entwickelt und von dem Ingenieur Georges Martin (V12 Matra Sports Motorenentwickler) entworfen wurde. Trotz seines gebräuchlichen Namens geht der Motor tatsächlich auf den Einsatz im Simca 1100 zurück, wurde aber bereits 1961 mit dem Simca 1000 Coupé vorgestellt. Er wurde von Simca (später in Talbot umbenannt) Ende der 1960er-Jahre in der Fabrik des Herstellers in Poissy entwickelt und produziert, daher der Name.

## Geschichte
Der Motor wurde zunächst in einer 944-cm³-Variante mit einer Leistung von 52 PS (38 kW) entwickelt und 1961 im Simca 1000 Coupé, einem kleinen zweitürigen Sportmodell, vorgestellt. Im folgenden Jahr wurde der 315 erstmals in einer Limousine, dem neu entwickelten Kleinwagen Simca 1000, in gedrosselten Form mit nur 34 PS (25 kW) Leistung eingesetzt. Er wurde mit kleineren und größeren Hubräumen in einer Vielzahl von Modellen und Versionen verwendet, sowohl von Simca, der Rootes Group (dem Partnerunternehmen von Chrysler Europe), Simcas Nachfolgemarke Talbot und ihrer letzten Muttergesellschaft Peugeot, die ihn bis 1991 in ihrem mittelgroßen Modell, dem 309, verwendete. Der Motor existierte mit einem Hubraum von 0,8 bis 1,6 l (777 bis 1592 cm³) auf beiden Seiten des Atlantiks, von denen der größte den US-amerikanischen Dodge Omni/Plymouth Horizon antrieb.
Peugeot stellte die Motoren schließlich ein und ersetzte sie durch seine eigene TU-Familie.

## Poissy-Motor
Die Baureihe dieser Simca-Motoren, die ursprünglich von dem Ingenieur Georges Martin (Vater des V12-Matra-Sportmotors) entworfen wurden, zeichnete sich durch ihre Zuverlässigkeit, Leistung und ein für den Hubraum beachtliches Drehmoment aus, hatte aber den Nachteil einer starken Geräuschentwicklung.
Der OHV-Motor mit untenliegender Nockenwelle Typ 315 war ein moderner wassergekühlter Vierzylinder-Reihenmotor mit geschmiedeter Kurbelwelle, fünf Kurbelwellenlagern und Aluminium-Zylinderkopf sowie zwei Ventilen pro Zylinder. Eine der wichtigsten Innovationen war die Verwendung eines Drallwirbels am Einlassventil, der für diese Zeit eine sehr gute Verbrennung und damit sowohl Leistung als auch Wirtschaftlichkeit ermöglichte. Die Drehrichtung dieses Motors ist rechtsdrehend (Verteilerseite). Aus Zuverlässigkeitsgründen wurde eine Doppelkette ohne Spanner einer einfachen Kette mit Spanner vorgezogen. Die Sicherheit hatte Vorrang vor dem Komfort.
Eine Besonderheit bei frühen Modellen war das Fehlen eines aufschraubbaren Papierölfilters. Stattdessen wies der Motor eine Form von Zentrifugalölfilter in der hohlen hinteren Kurbelwellenriemenscheibe auf, alle späteren Versionen hatten die herkömmlichen Kartuschenfilter. Dieser Motor war Simcas Einstieg in den modernen Motorenbau. Der Motor war bis 1982 der Einstiegsmotor für den Simca 1100; er erwies sich als preiswert in der Herstellung und mehrere Modelle unterschiedlicher Größe und Marktsegmente nutzten ihn.
In späteren Jahren, als er in Autos wie dem Horizon und 1307/Alpine/Solara zum Einsatz kam, wurde der Poissy-Motor wegen seiner mechanischen Eigenschaften in der Presse kritisiert – insbesondere wegen seiner lauten Stößelgeräusche („Nähmaschine“). Ein weiterer Kritikpunkt war beim 1100 der hinter dem Kühler stehende Zündverteiler, der bei Regen häufiger Zündprobleme brachte, die erst durch eine Abdeckung und eine moderne kraftvolle Transistorzündung gelöst wurden. Als Einstiegsmotor wurde er im Peugeot 309 bis 1991 verbaut.

### Kleinere Varianten
Der Poissy-Motor wurde mehrmals verkleinert, obwohl er außer in den frühen und kompakteren Modellen nicht oft verwendet wurde. 1964 entwickelte Simca eine 844-cm³-Version für den spanischen Simca 1000, da Autos über 0,9 l in eine höhere Steuerklasse kamen. Diese Variante gab es in zwei Leistungsstufen, von denen die leistungsstärkste mit einem Doppelvergaser eine Leistung von 43 PS (32 kW) erbrachte. Ende 1968 wurde für den gesamten europäischen Markt eine noch wirtschaftlichere Version mit nur 777 cm³ entwickelt. Diese Motoren wurden im Simca 1000 bis 1978 verwendet.

### Größere Varianten
1968 wurde eine weitere Version für den spanischen Markt entwickelt, der 1,2 l mit 1204 cm³ Hubraum. Dies war die erste sportliche Version des 1000 mit einer Leistung von 55 PS (40 kW). Im Simca 1200 S, einem von Bertone entworfenen Coupé, und im CG-Sportwagen kam dann ein Doppelvergaser zum Einsatz, sodass der Motor 85 PS (63 kW) erreichen konnte. Die reguläre Version wurde später in verschiedenen Modellen auf dem europäischen Markt eingesetzt und sogar in der US-Marktversion des Simca 1100 (Simca 1204) verbaut. Er war bis 1978 im Einsatz.
Die 1,1-l-(1118-cm³)-Variante erschien 1967, zunächst im 1100 und dann im 1000. Dies erwies sich als eine der beliebtesten Varianten der 315-Motoren, die auch die LCV-Version des 1100, bekannt als VF2, und die Einstiegsversion des Talbot Horizon antrieb. Er überlebte bis 1991, als er als Basismotorisierung im Peugeot 309 verwendet wurde.
Die 1,3-l-(1294-cm³)-Version wurde 1972 vorgestellt, und obwohl sie im 1000er nicht sehr beliebt war, wurde sie weiterhin in verschiedenen Simca- und Talbot-Modellen eingesetzt. Berühmt in Rennkreisen, diente sie als Antrieb für den Simca Rallye II, eine sportliche Version des 1972 eingeführten 1000er mit zwei Doppelvergasern und einer maximalen Leistung von 82 PS (60 kW). Rennversionen konnten mit deutlich mehr als 120 PS (88 kW) getunt werden, und die drei Generationen des Simca Rallye mit diesem Motor werden nach wie vor in ganz Europa, insbesondere in Frankreich, in verschiedenen nationalen Rallye-Meisterschaften für Oldtimer und nicht homologierte Autos verwendet.
Die 1,4-l-(1442-cm³)-Variante wurde erstmals 1975 im Simca 1307/Chrysler Alpine eingesetzt. Aufgrund seiner Größe konnte er mit einem Doppelvergaser 85 PS (63 kW) erreichen, aber im Gegensatz zur 1,3-Liter-Version wurde er nie für Rennen in irgendeiner Version eingesetzt, Simca und Talbot bevorzugen den Einsatz in ihren größeren Modellen, einschließlich der Luxusversionen des Horizon und des Solara. Er trieb auch den ersten Kompakt-SUV Europas, den Matra Rancho, an.
Die größte Version des Poissy-Motors war die 1,6-l-(1592-cm³)-Variante. Wie der 1,45-Liter-Motor debütierte er 1975 im 1307 SX/Alpine und wurde an die Spitze der Produktpalette gesetzt, zunächst nur mit einem Automatikgetriebe, das nötig war, um sicherzustellen, dass dieser Motor die US-Versionen der Chrysler-Europe-Modelle antreiben konnte. Es war für seinen Einsatz im Dodge Omni und Plymouth Horizon berüchtigt und wurde von den amerikanischen Medien Peugeot genannt, obwohl Peugeot nichts mit seinem Design zu tun hatte. Er wurde auch als Basismotor für das dreisitzige Coupé Matra Murena verwendet.

## Die verschiedenen Modelle
Nach Werkstatthandbuch für den „moteur Poissy“ (Französische Ausgabe).
| Motorbezeichnung | 359     | 315 – D | 350 – 351 – E | 354 – 353 – F | 366 – 371 – G | Y        | J        | U8 (Prototyp) |
| ---------------- | ------- | ------- | ------------- | ------------- | ------------- | -------- | -------- | ------------- |
| Hubraum          | 777 cm³ | 944 cm³ | 1118 cm³      | 1204 cm³      | 1294 cm³      | 1442 cm³ | 1592 cm³ | 2588 cm³      |
| Hub (mm)         | 68      | 68      | 74            | 74            | 76,7          | 76,7     | 80,6     | 76,7          |
| Bohrung (mm)     | 53,5    | 65      | 65            | 70            | 70            | 78       | 78       | 70            |

### 777 cm³
Dieses kleinste Modell war ein Ende 1968 eingeführtes Steuer-Sondermodell, mit dem der Simca 1000 in die französische 4CV-Steuerklasse eingeordnet wurde. Der Motorcode ist Typ 359.
- Simca 1000 – 1968–1978

### 844 cm³

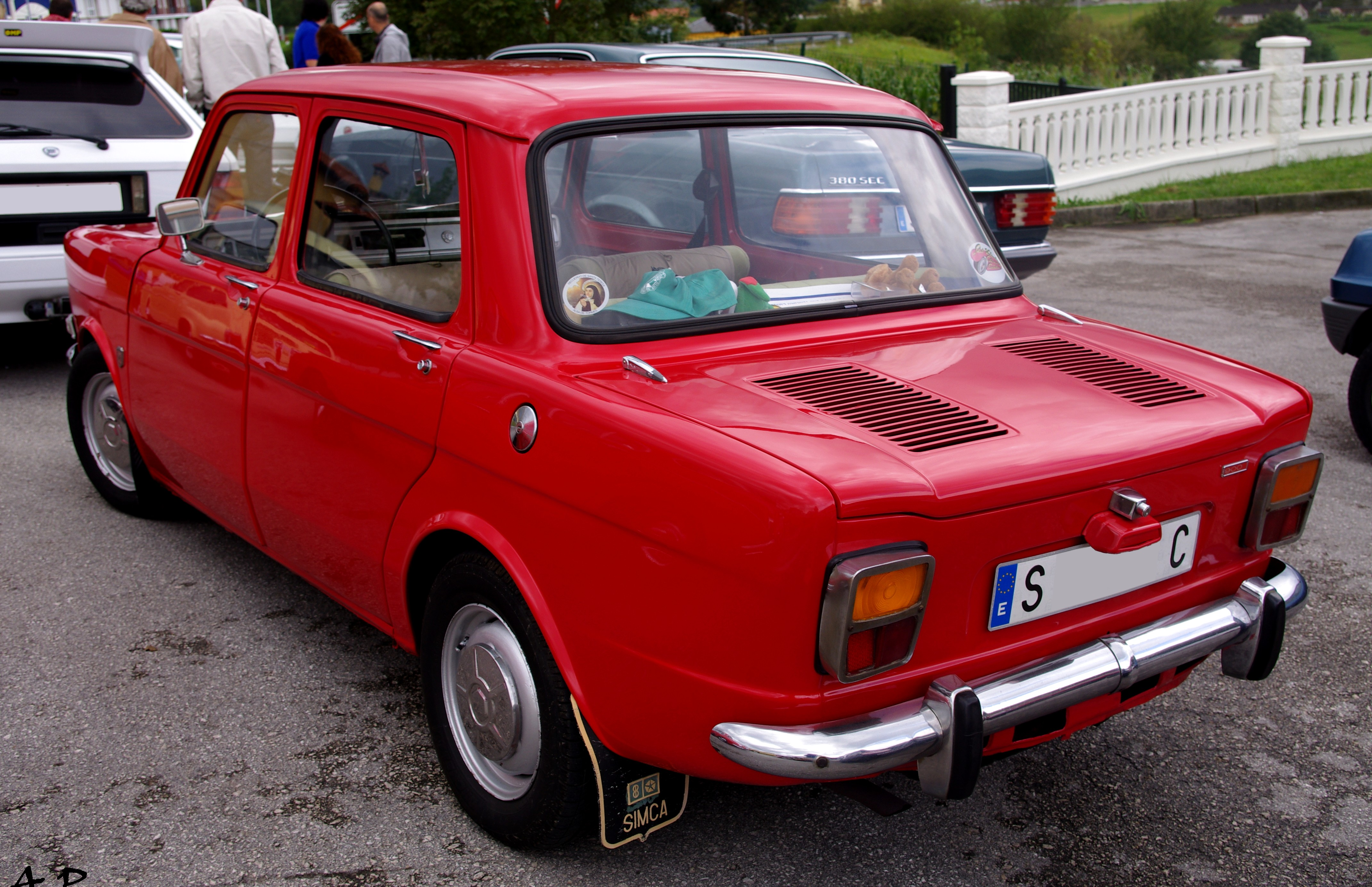
1974 Simca 900

Dieses Steuer-Sondermodell wurde nur für den spanischen Markt angeboten, wo Autos mit einem größeren Hubraum als 850 cm³ höher versteuert wurden. Er wurde Simca 900 genannt und 1970 mit diesem Motor vorgestellt. 1973 wurde er als 900 Spécial nochmals vorgestellt, diesmal mit einem Bressel-32-Doppelvergaser und mit 43 PS (32 kW) bei 5800/min.
- Simca 900 – 1970–1977 (Spanien)

### 944 cm³

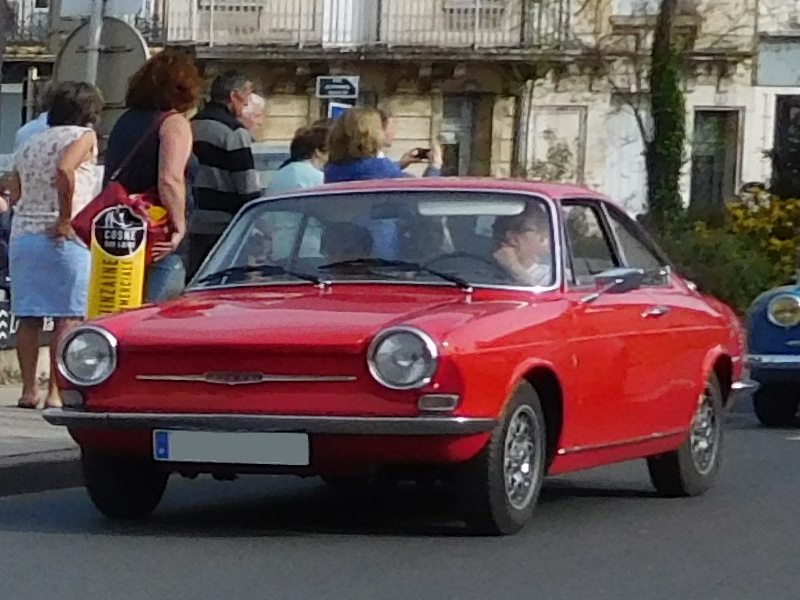
Simca 1000 Coupé

Dieser Motor, der für den Längseinbau (für die Baureihe 1000 mit Heckmotor) eingeführt wurde, erhielt den Namen 315. 1968 wurde eine Version für den Quereinbau (für den neuen 1100 mit Vorderradantrieb) mit dem Namen Typ 352 vorgestellt. Einige seiner Verbesserungen wurden auch auf die Originalversion angewendet, die nun den Code 349 trug. 1973 änderte Simca sein Motorkodierungssystem und der Längsmotor wurde zum 1D1 und das Quermodell zum 3D1.
- Simca 1000 Coupé – 1961–1966
- Simca 1000 – 1962–1978
- CG 1000 – 1966–1974
- Simca 1100 – 1968–1976

### 1118 cm³

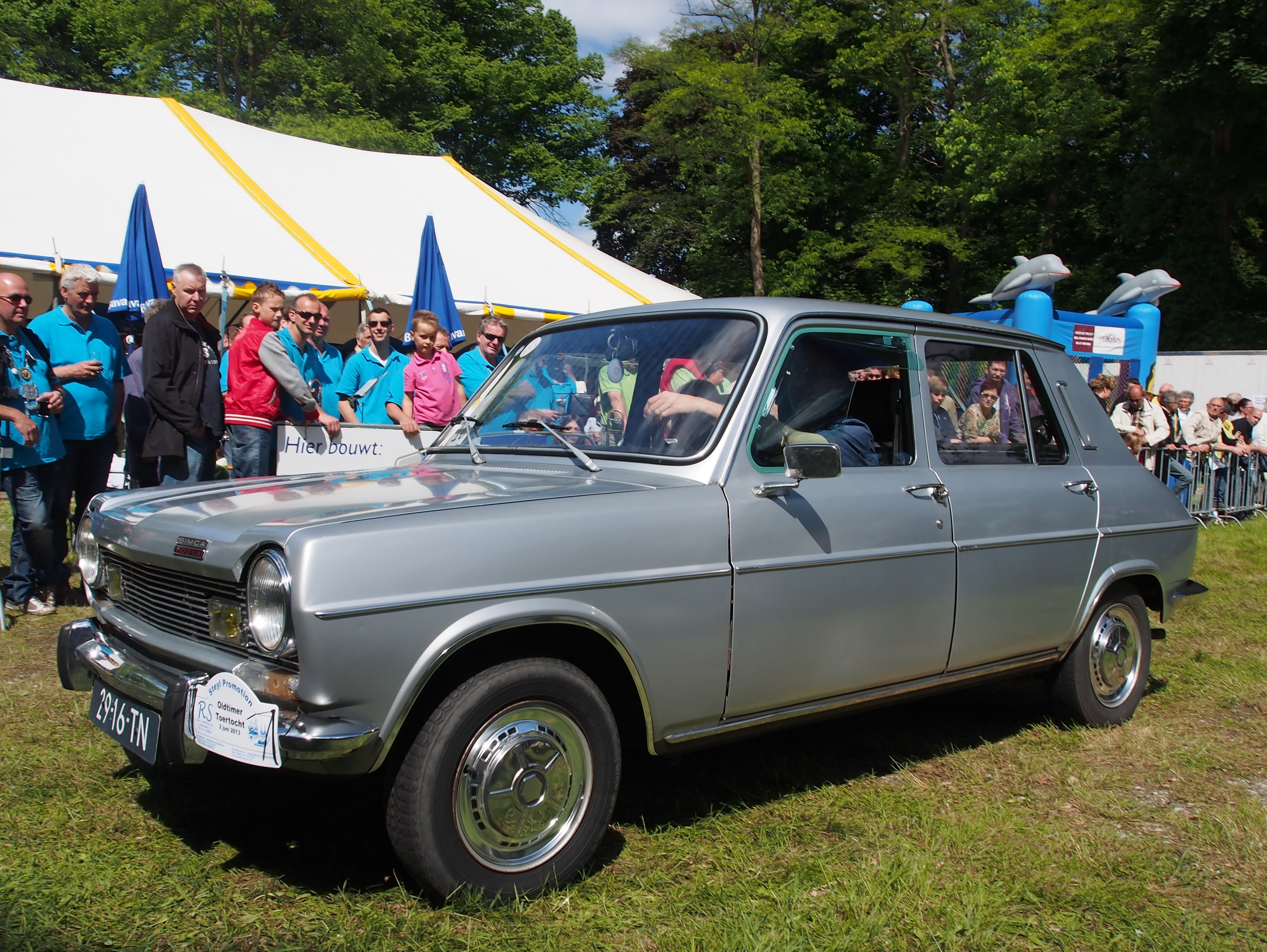
1972 SIMCA 1100 Luxe Super

Bei der Verwendung in Peugeots wurde der Motor als E1A-Motor bezeichnet. Ursprünglich wurde er als Typ 350 (für Quereinbau) oder 351 (für Längseinbau) bezeichnet. Diese wurden 1973 zum 3E1 und 1E1.
- Simca 1000 – 1968–1978
- Simca 1100 – 1967–1982
- Simca-Talbot Horizon – 1977–1987
- Peugeot 205 – Juli 1987 – Oktober 1988, einige spanische XL/GL-Modelle
- Peugeot 309 – 1986–1989
- Citroen C15 – 1987–1988

### 1204 cm³

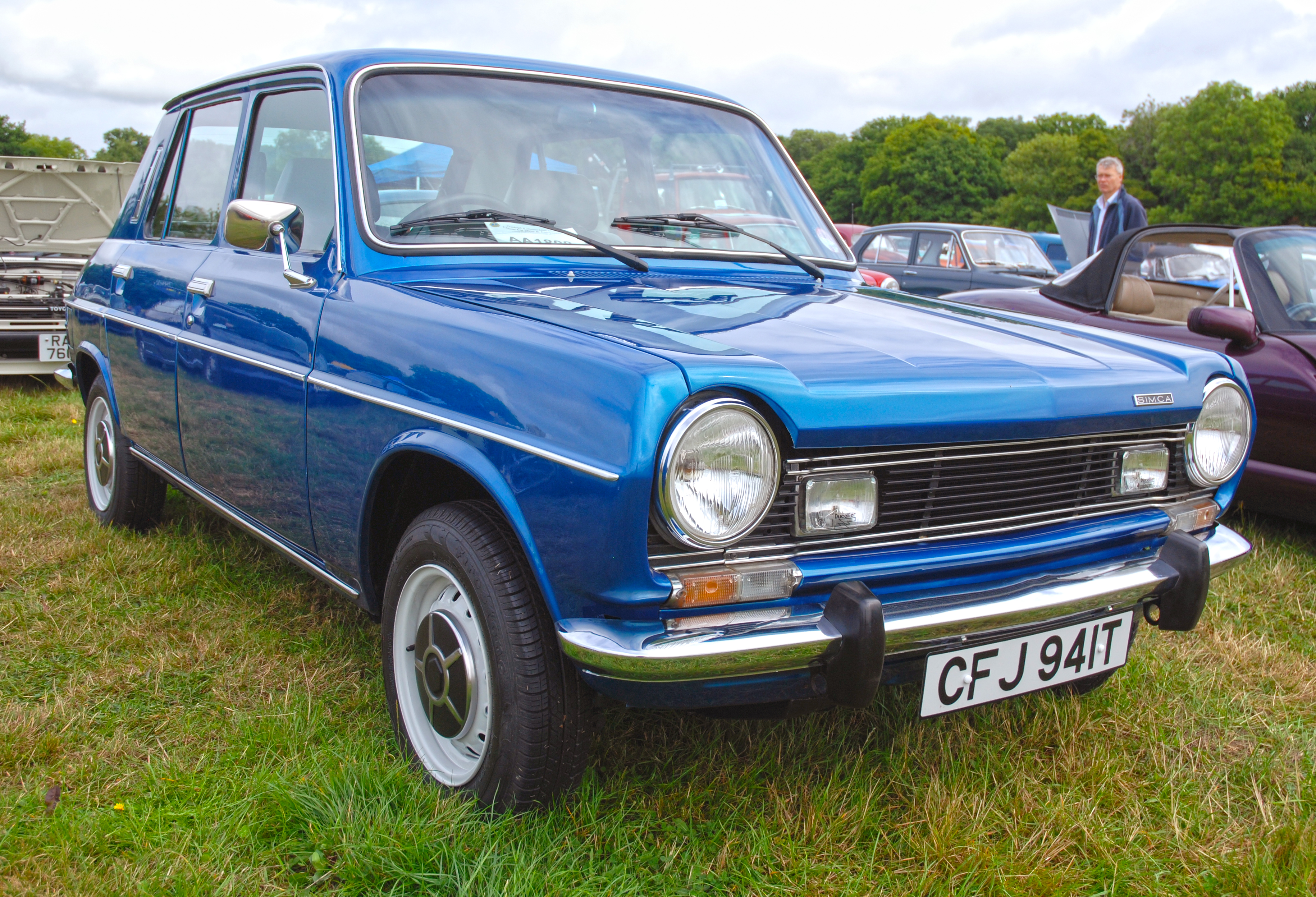
Simca Spécial

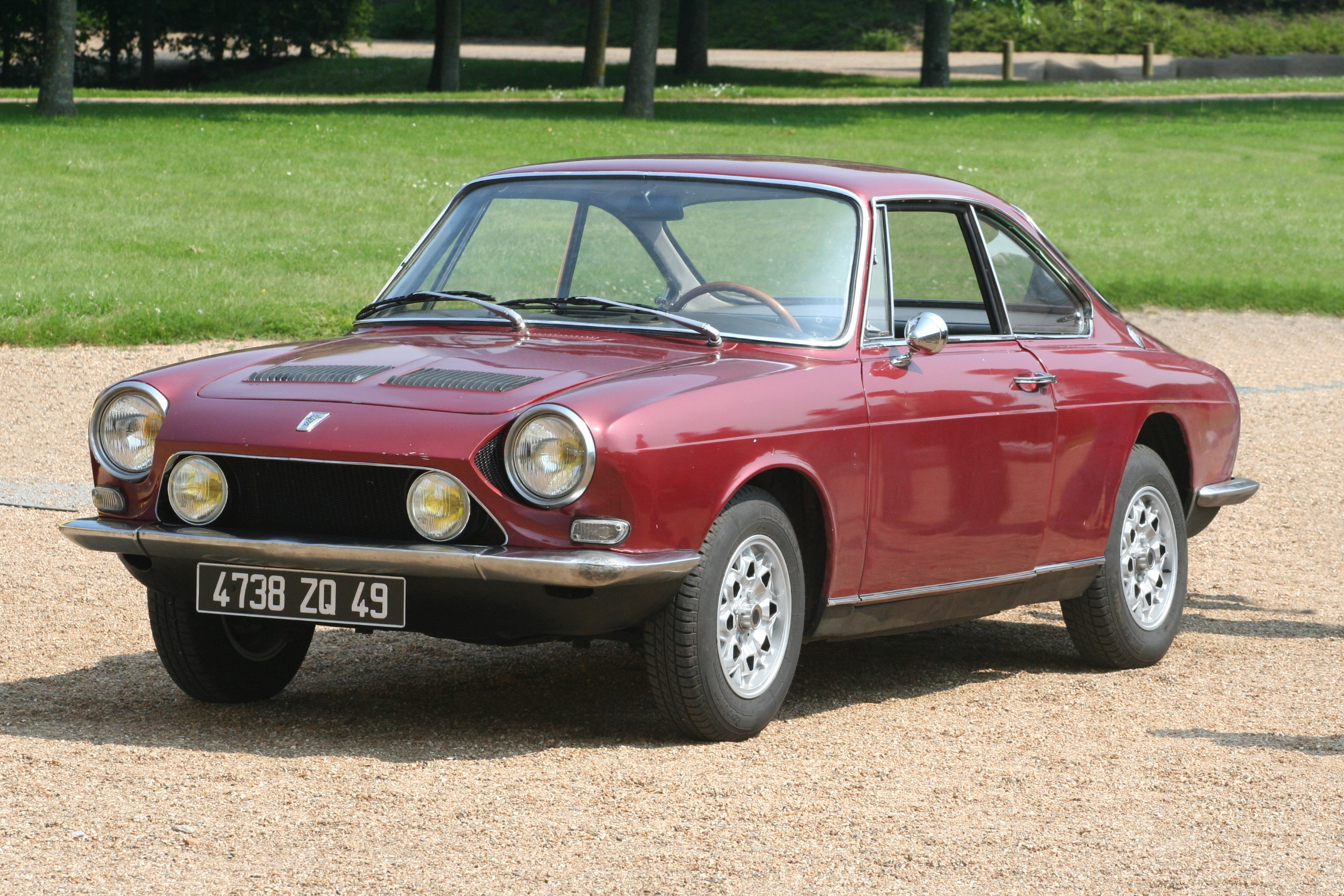
Simca 1200 S

Die 1,2-l-Versionen mit dem Motorcode 353 erhielten einen mit 70 mm längeren Hub als der 1,1-l-Motor, die Bohrung von 74 mm wurde beibehalten. Ursprünglich gab es ihn im etwas sportlicheren 1100 Spécial. Die Version für Längseinbau im Heck wurde als 354 bezeichnet. Später wurde der Motorcode auf 1F1 (für Einvergaserversionen) geändert und nach der Übernahme von PSA wurde er kurzzeitig in den spanischen 205er eingebaut, wo er den Namen F1 erhielt.
- Simca 1000 GT, Rallye GT, Special (nur Spanien)
- Simca 1200 S – 1968–1971
- Simca CG – 1967–1974
- Spécial – 1967–1979
- Simca VF2 – 1973–1985
- Peugeot 205 – 1987–1990, nur Spanien
- Peugeot 309 – nur Spanien

### 1294 cm³

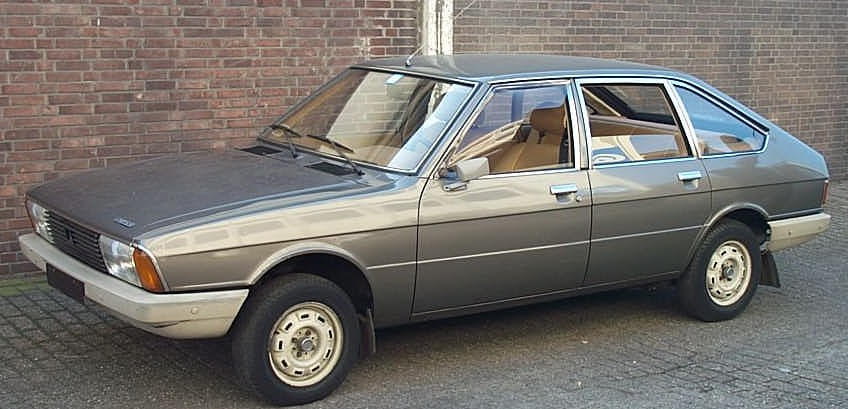
1978 Simca 1307 GLS

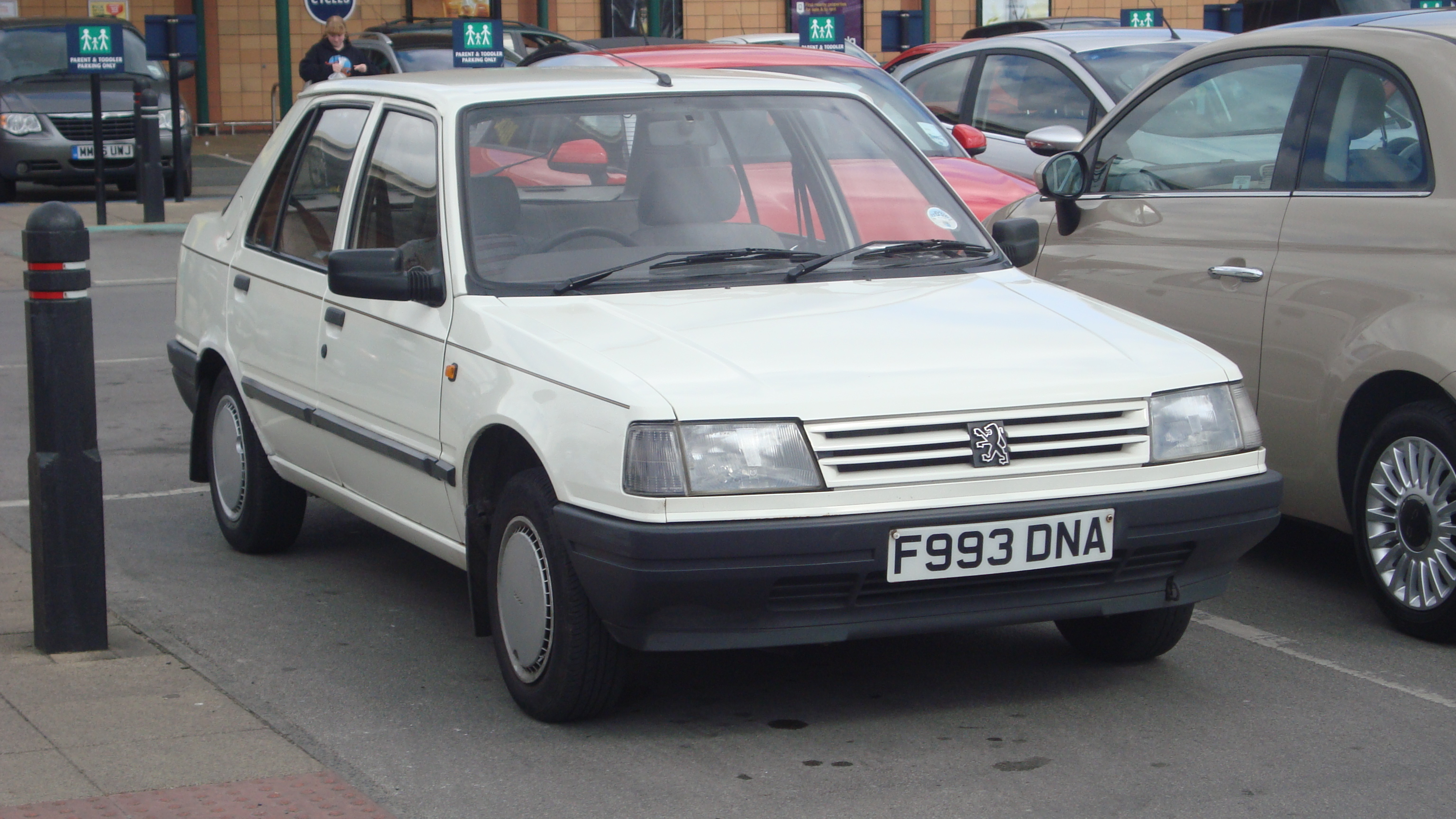
1988 Peugeot 309 1.3 GL

Die 1,3-l-Version wurde 1971 eingeführt und ersetzte die früher verwendete 1,2-l-Variante. Die Bohrung wurde auf 76,7 mm erhöht, während der Hub bei 70 mm blieb. Der Motorcode war 366 für Querinstallationen, während Längsmotoren als Typ 371 bezeichnet wurden. 1973 änderte Simca sein System und die Motoren wurden stattdessen 3G (transversal) und 1G (longitudinal). Nachdem PSA begann, seine Aktivitäten mit denen des ehemaligen Simca-Konzerns enger zu verbinden, wurde der Motorcode erneut auf G1A geändert, um ihn für den Einsatz im 309 und den späteren Horizons zu verwenden. Der 1978er Simca 1000 Rallye III hatte die bisher stärkste Einheit, den 1G4C.
- Simca 1000 – 1972–1974
- Simca Rallye – 1972–1978
- Simca 1100 Special – 1971–1982
- Simca 1307 / Chrysler Alpine / Talbot 1510 – 1975–1982
- Matra Bagheera – 1973–1976
- Simca-Talbot Horizon – 1977–1985
- Talbot Solara – 1980–1985
- Peugeot 205 – Spanische XR/GR-Modelle
- Peugeot 309 – 1986–1989
- Citroen C15 – 1987–1988

### 1442 cm³

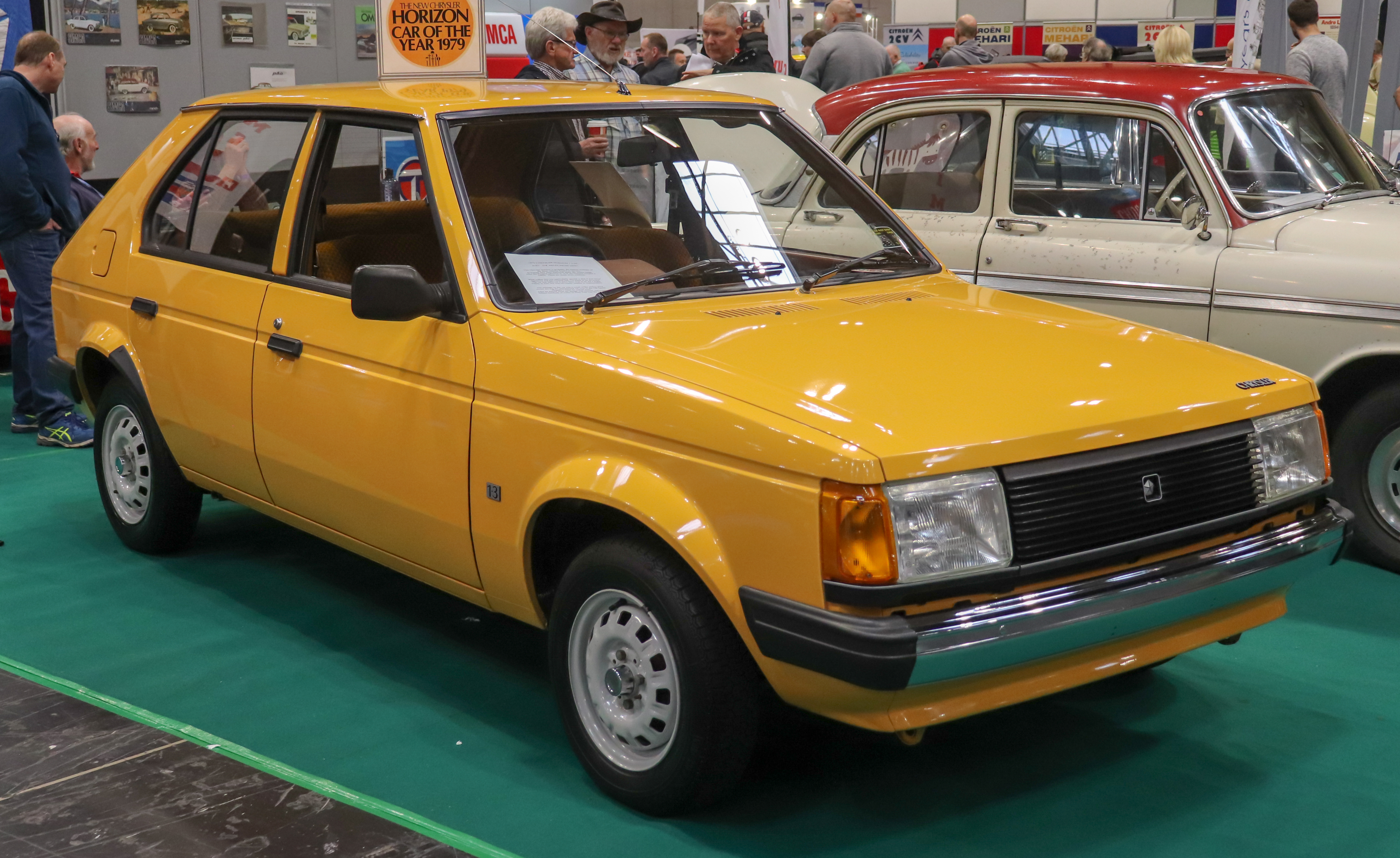
1978 Chrysler Horizon GL

Dieses größere Modell, das 1975 eingeführt wurde, trägt den Motorcode 6Y. Der 6Y1 hat einen Einzelvergaser, während der 6Y2 einen Doppelvergaser und der 6Y4 zwei Doppelvergaser hatte.
- Simca 1200 – Spanien, 1979–1980
- Simca 1307 / Chrysler Alpine / Talbot 1510 – 1975–1983
- Matra Bagheera – 1976–1980
- Matra Rancho – 1977–1982
- Simca-Talbot Horizon – 1977–1987
- Talbot Solara – 1980–1986
- Peugeot 205 – einige spanische Modelle

### 1592 cm³

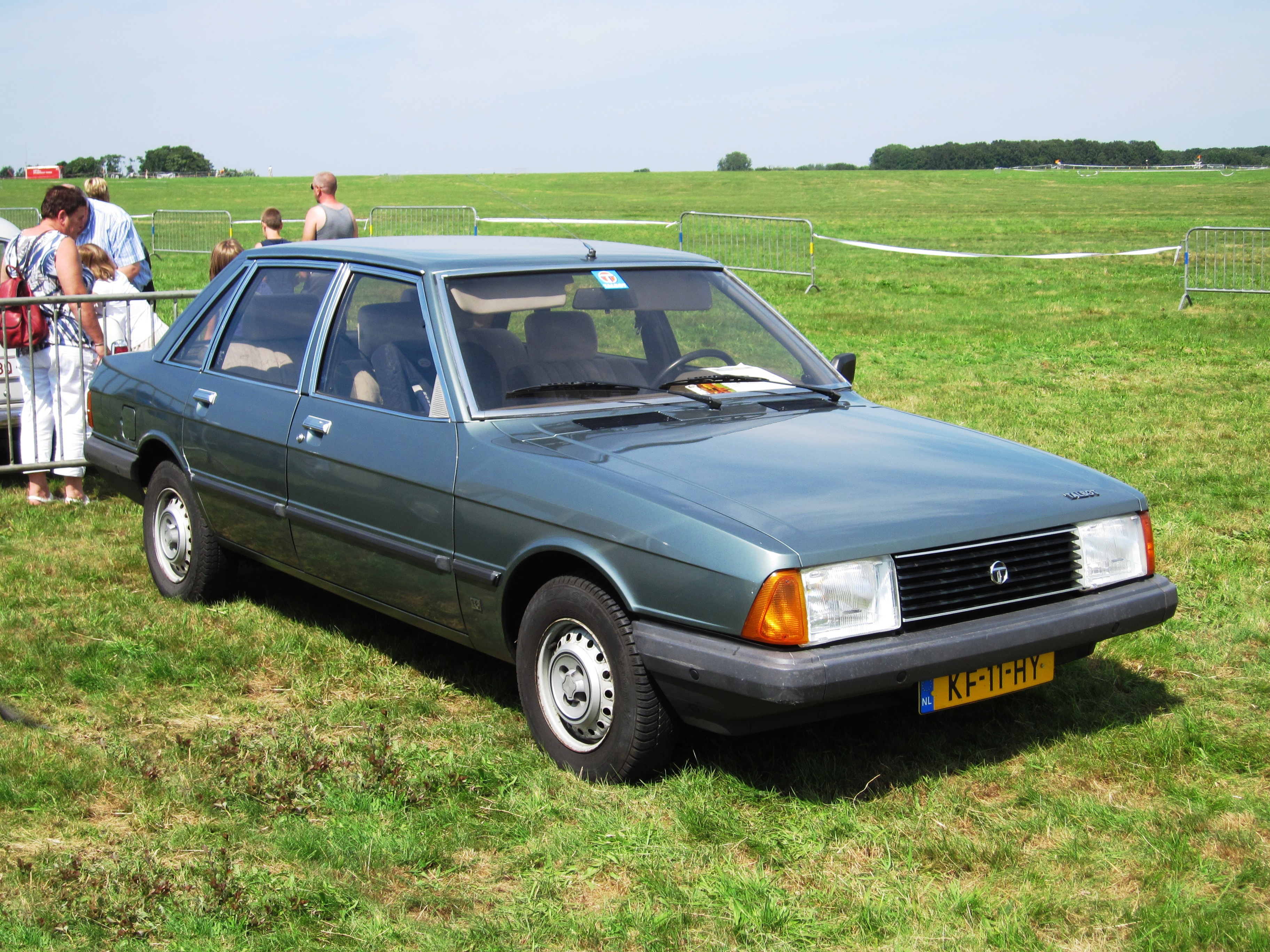
Talbot Solara GLS

Dieser Motor hieß intern 6J. 6J1-Motoren haben einen Einzelvergaser, während 6J2-Motoren einen Doppelvergaser haben. Die etwas leistungsstärkere Version mit 92 PS (68 kW) im Murena hieß 6J2A.
- Simca 1309 / Chrysler Alpine / Talbot 1510 – 1978–1984
- Matra Murena – 1980–1983
- Talbot Horizon – 1983–1987
- Dodge Omni / Plymouth Horizon – 1983–1986
- Talbot Solara – 1980–1986
- Peugeot 205 GTX (Spanien, 1987 – Oktober 1991)

### U8 (Prototyp)

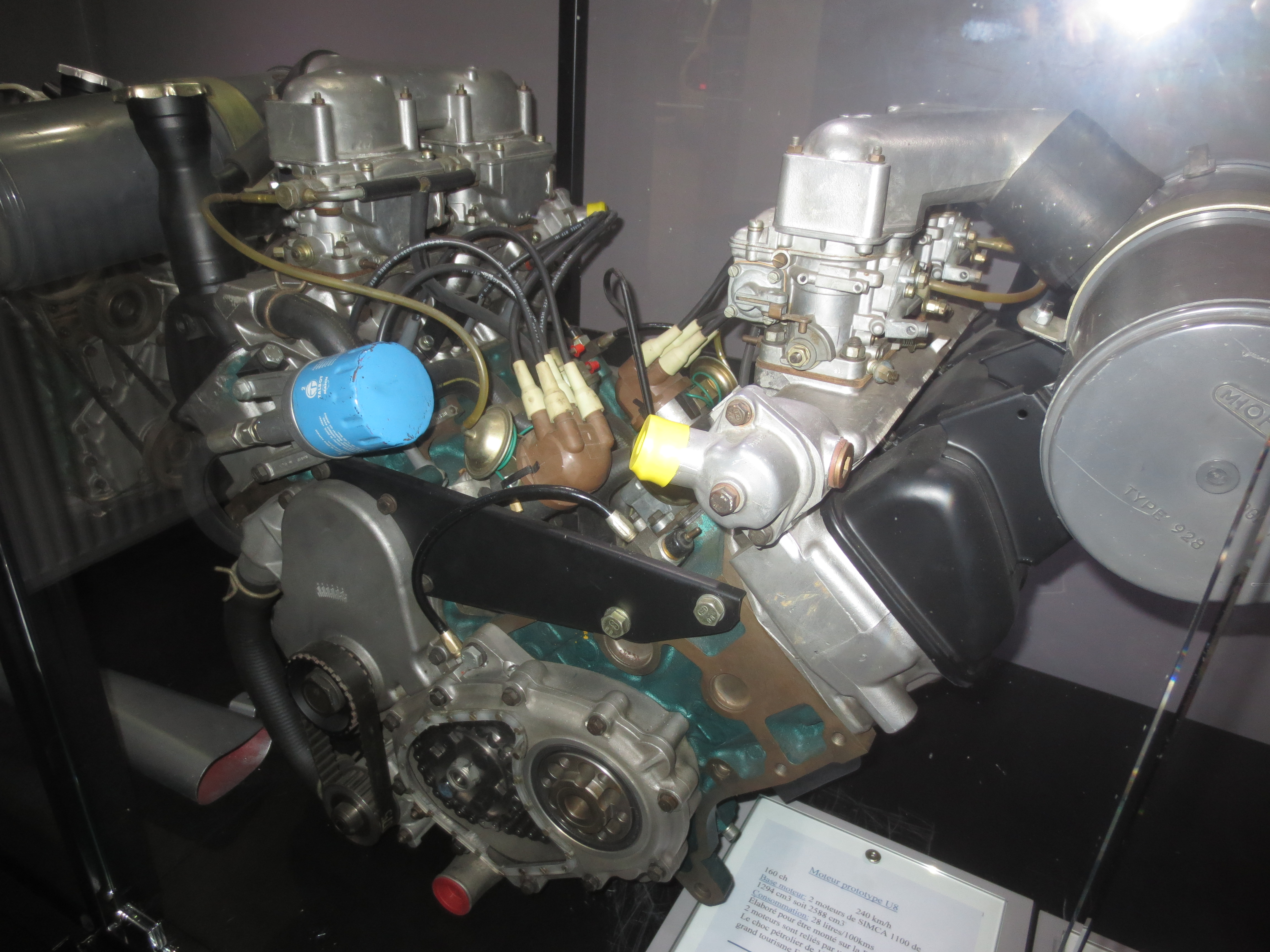
Bagheera U8 engine

Nachdem im April 1973 der Bagheera mit 1294-cm³-Motor und 84 PS mit dem Motor vom Simca 1100 TI vorgestellt wurde, kündigt Matra eine GT-Version mit einem großvolumigen Motor an. Im Juli 1973 präsentierte Matra den Prototyp: den Bagheera U8.
Die Idee von Georges Pinardeaud, Assistent von Philippe Guidon, und seinem Team war folgende: zwei 1294-cm³-Blöcke in einem gemeinsamen Gehäuse zu montieren, um Leistung und Drehmoment zu verdoppeln. Der Simca-1000-Rallye-2-Motor wurde um einen Bagheera-Motor ergänzt, der bis auf die Drehrichtung identisch war. Die Zündanlage in der Mitte und die Luftfilter auf jeder Seite waren von Vorteil. Zur Kopplung der beiden Kurbelwellen wurde ein gemeinsames Gehäuse mit Getriebeverbindung geschaffen, das jedoch aus Gründen der Zuverlässigkeit durch eine sogenannte Tornadokette ersetzt wurde, die jeweils eine Zentralwelle antrieben. Eine Kette verband die Kurbelwelle mit der zentralen Welle auf der linken Vorderseite, eine weitere Kette verband sie mit der Rückseite der rechten Kurbelwelle. Der rechte Motor erhielt ein 5-Gang-Getriebe sowie das Schwungrad und die Membrankupplung. Es gab zwei Benzinpumpen mit vier Weber-36-DCNF-Doppelvergasern und zwei Luftfiltern. Der daraus resultierende 8-Zylinder-Motor hatte einen Hubraum von 2588 cm³ bei einer Verdichtung von 9,8 mit einer Leistung von 168 PS (124 kW) und ein maximales Drehmoment von 22 mkp (215 Nm) bei 4000/min.
Das Projekt dauerte 18 Monate, wurde aber aus Budgetgründen von Chrysler gestoppt. Die durchgeführten Tests zeigten jedoch, dass der Bagheera U8 eine Höchstgeschwindigkeit von 230 km/h erreichen konnte, bei einem Kraftstoffverbrauch von fast 28 Litern. Es wurden zwei Fahrzeuge gebaut, von denen eines in den „Espace automobiles Matra“ in Romorantin ausgestellt ist, zusammen mit dem berühmten U8-Motor, der eine der mechanischen „Raritäten“ des Museums ist. Das 1973 der Presse vorgestellte Layout-Studienmodell (basierend auf einem Bagheera mit abgeschnittenem Heck) war nicht motorisiert.